# Niceforo-Paramomaus
Die Niceforo-Paramomaus (Thomasomys nicefori) ist ein in Kolumbien endemisches Nagetier in der Gattung der Paramo-Mäuse. Die Population wurde zeitweilig als Synonym der Popayan-Paramomaus (Thomasomys popayanus) gelistet. Der Erstbeschreiber Oldfield Thomas benannte die Art nach dem französisch-kolumbianischen Naturforscher Hermano Nicéforo María, der das Typusexemplar fand.

## Merkmale
Erwachsene Exemplare sind ohne Schwanz 154 bis 172 mm lang, die Hinterfüße sind 33 bis 36 mm lang und die Länge der Ohren beträgt 21 bis 23 mm. Der Schwanz erreicht 114 bis 136 Prozent der Kopf-Rumpf-Länge. Angaben zum Gewicht fehlen. Wie bei der Gold-Paramomaus (Thomasomys aureus) sind der Kopf und die Oberseite intensiv gelbbraun, jedoch mit weniger orangefarbenen Tönen. Die Grenze zur helleren gelbbraunen Unterseite ist mehr oder weniger deutlich. Typisch sind mehrere sehr lange Vibrissen, die hinter die Ohren reichen, wenn sie zurückgebogen werden. Die langen Füße haben eine weiß-gelbbraune Farbe bis auf dunkle Flecken auf den Mittelfußknochen und an der Ferse. Die Niceforo-Paramomaus hat einen gut behaarten braunen Schwanz, an dem längere weiße Haare an der Spitze eine kleine Quaste bilden. Der Schädel und die Molaren sind deutlich kleiner als bei der Gold-Paramomaus.

## Verbreitung und Lebensweise
Das Nagetier bewohnt die Andenausläufer Cordillera Occidental und Cordillera Central und das dazwischenliegende Hochland. Es hält sich zwischen 1900 und 3800 Meter Höhe auf. Diese Paramomaus lebt in Bergwäldern und in der Hochlandsteppe Páramo.
Zum Sozialverhalten, zur Nahrung und zur Fortpflanzung ist nichts bekannt.

## Gefährdung
Regional kann sich die Umwandlung von Wäldern in Ackerland negativ auswirken. Alle Reviere zusammen verteilen sich über ein schätzungsweise 20.000 km² großes Gebiet. Die IUCN listet die Niceforo-Paramomaus als nicht gefährdet (least concern).